# Озерки (Сосновоборский район)
Озерки — село в Сосновоборском районе Пензенской области России. Входит в состав Николо-Барнуковского сельсовета.

## География
Село находится в восточной части Пензенской области, в пределах Приволжской возвышенности, в лесостепной зоне, на расстоянии примерно 23 километров (по прямой) к северо-востоку от Сосновоборска, административного центра района. Абсолютная высота — 281 метр над уровнем моря.

### Климат
Климат характеризуется как умеренно континентальный, с холодной продолжительной зимой и тёплым летом. Средняя температура воздуха самого тёплого месяца (июля) — 19 °C (абсолютный максимум — 39 °C); самого холодного (января) — −13 °C (абсолютный минимум — −46 °C). Среднегодовое количество атмосферных осадков варьируется от 480 до 627 мм, из которых большая часть выпадает в тёплый период. Снежный покров держится в течение 150—160 дней.

### Часовой пояс
Село Озерки, как и вся Пензенская область, находится в часовой зоне МСК (московское время). Смещение применяемого времени относительно UTC составляет +3:00.

## Население
| 1709 | 1718  | 1748 | 1864 | 1877 | 1897 | 1911 |
| ---- | ----- | ---- | ---- | ---- | ---- | ---- |
| 111  | ↗133  | ↗220 | ↗533 | ↗573 | ↗797 | ↗873 |
| 1926 | 1930  | 1939 | 1959 | 1979 | 1989 | 1996 |
| ↗911 | ↗1060 | ↘540 | ↘500 | ↘186 | ↘159 | ↗166 |
| 2002 | 2010  |      |      |      |      |      |
| ↘134 | ↘94   |      |      |      |      |      |

### Национальный состав
Согласно результатам переписи 2002 года, в национальной структуре населения мордва составляла 54 % из 134 чел., русские — 44 %.